# 贝特朗·德·博恩

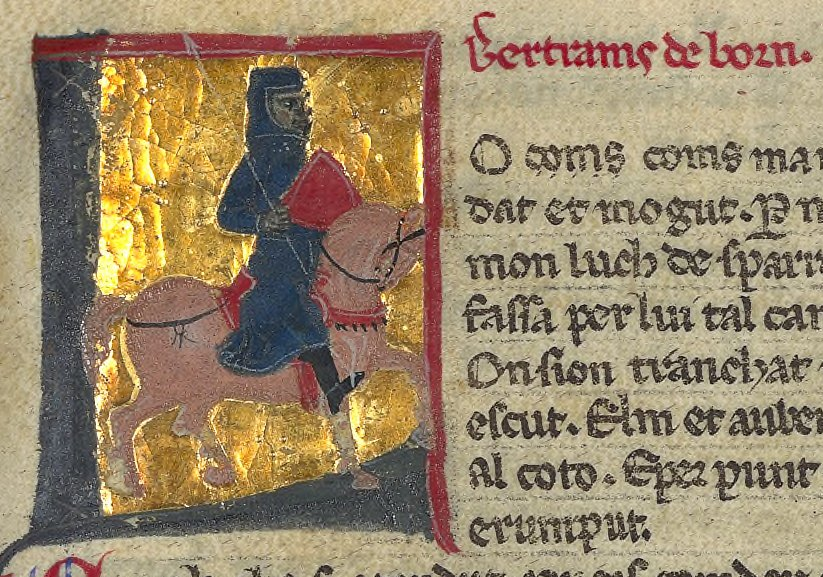
贝特朗·德·博恩

貝特朗·德·博恩（發音：[beɾˈtɾan de ˈbɔɾn]；1140年代– 1215年）是法国利穆赞地區的一位男爵，也是12至13世纪的一位奧克语遊唱詩人。他参与了反对理查一世和腓力二世的起义。他一生结过两次婚，育有五个孩子。晚年，他出家为僧。